# Celada del Camino
Celada del Camino ist ein Ort und eine Gemeinde (municipio) mit 90 Einwohnern (Stand: 2024) in der Provinz Burgos und der Region Kastilien-León im Norden Spaniens. Die Gemeinde gehört zur Comarca Alfoz de Burgos. 

## Lage und Klima
Celada del Camino liegt in einer Höhe von ca. 800 m etwa 20 km (Fahrtstrecke) westsüdwestlich von Burgos an der Autovía A-62. An der südlichen Gemeindegrenze fließt der Río Arlanzón. Das Klima im Winter ist rau, im Sommer dagegen trocken und warm; Regen (ca. 549 mm/Jahr) fällt überwiegend im Winterhalbjahr.

## Bevölkerungsentwicklung
| Jahr      | 1970 | 1981 | 1991 | 2001 | 2011 | 2021 |
| Einwohner | 197  | 88   | 104  | 96   | 101  | 102  |

## Sehenswürdigkeiten
- Michaeliskirche (Iglesia de San Miguel) aus dem 16. Jahrhundert

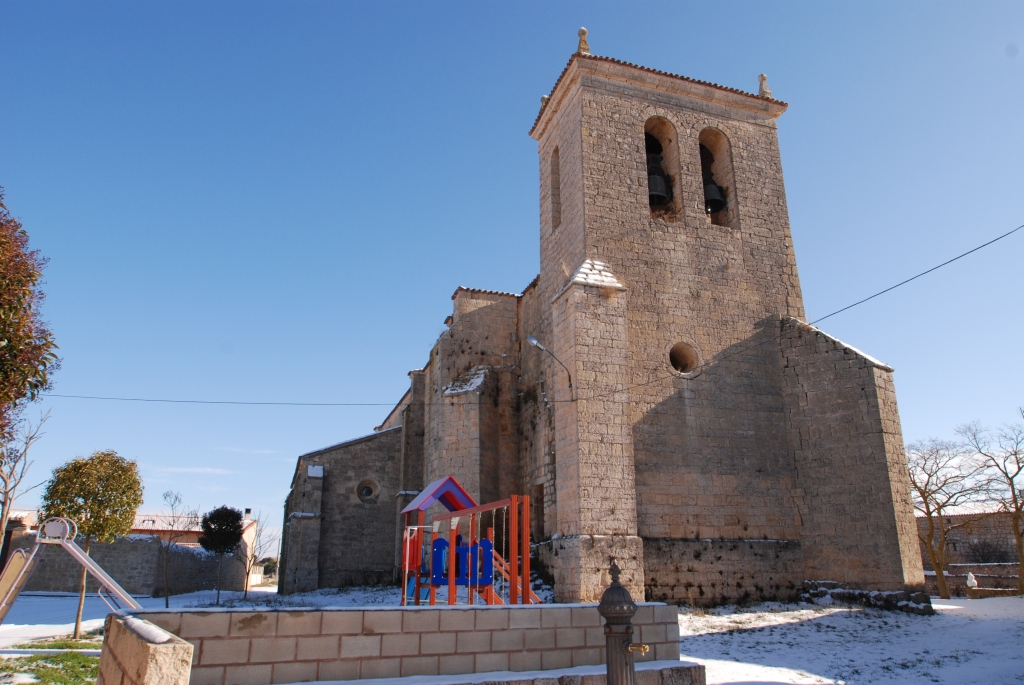
Michaeliskirche

## Persönlichkeiten
- Frumencio Escudero Arenas (* 1947), Apostolischer Vikar von Puyo